# Пірвелі Свірі
Пірвелі Свірі (груз. პირველი სვირი) — село в Грузії.
За даними перепису населення 2014 року в селі проживає 1981 особи.